# Don Braden

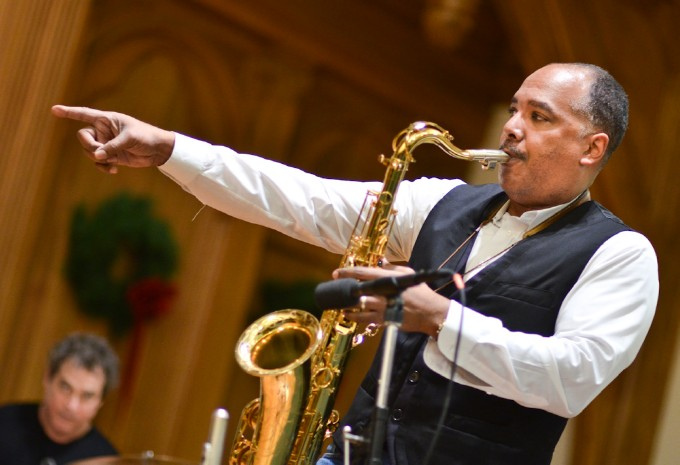
Don Braden (2011)

Don Braden (* 20. November 1963 in Cincinnati, Ohio) ist ein US-amerikanischer Tenorsaxophonist, Komponist und Arrangeur des Hardbop und Mainstream Jazz.

## Leben und Wirken
Don Braden wuchs in Louisville (Kentucky) auf. Im Alter von dreizehn Jahren begann er Tenorsaxophon zu spielen und war schon mit 15 Jahren Profimusiker. Während seiner Zeit auf der High school spielte er in der McDonald’s All-American High School Jazz Band sowie in der Schulband. Von 1981 bis 1984 studierte er an der Harvard University Ingenieurwissenschaften. 1984 zog er nach New York City, wo er mit den Harper Brothers spielte, außerdem arbeitete er mit Dr. Lonnie Smith, Jeanie Bryson und Betty Carter, auf dessen Album Look What I Got er mitwirkte. 1986/87 tourte er mit Wynton Marsalis, spielte in der Hardbop-Formation Out of the Blue, mit Roy Haynes, Tony Williams, Freddie Hubbard, J. J. Johnson, Tom Harrell, Art Farmer und der Mingus Big Band. Seit 1991 entstand eine Reihe von Alben unter eigenem Namen, an denen Musiker wie Tom Harrell, Christian McBride, Steve Turre, Larry Grenadier, Billy Hart, Randy Brecker, Frank Lacy und Hamiet Bluiett mitwirkten. Gegenwärtig (2019) leitet Braden das Quartett Earth, Wind & Wonder, dem Art Hirahara (Piano), Kenny Davis (Bass) und Jeremy Warren (Schlagzeug) angehören.

## Diskographie (Auswahl)
- The Time Is Now (Criss Cross Jazz, 1991) mit Tom Harrell, Christian McBride
- Wish List (Criss Cross, 1991) mit Harrell, McBride, Steve Turre
- After Dark (Criss Cross, 1993)
- Landing Zone (Landmark Records, 1994)
- Organic (Columbia Records, 1995)
- The Open Road (Double-Time, 1996) mit Larry Grenadier, Billy Hart
- The Voice of the Saxophone (RCA Victor, 1997) mit Randy Brecker, Frank Lacy, Hamiet Bluiett
- The Fire Within (RCA, 1999) mit Jeff Tain Watts
- Contemporary Standards Ensemble (Double-Time, 2000) mit Vincent Herring, Ralph Peterson
- Brighter Days (HighNote Records, 2001)
- The New Hang (HighNote, 2004)
- Workin’ (HighNote, 2006)
- Don Braden/Joris Teepe Quartet: In the Spirit of Herbie Hancock: Live at De Witte (O.A.P., 2020)
- Earth Wind and Wonder Volume 2 (2013)